# Burgstall Karlstein
Der Burgstall Karlstein ist eine abgegangene Höhenburg in dem Ortsteil Karlstein des Marktes Regenstauf im Oberpfälzer Landkreis Regensburg von Bayern. Die Anlage wird als Bodendenkmal unter der Aktennummer  	D-3-6839-0129 im Bayernatlas als „mittelalterlicher Burgstall“ geführt. 

## Geschichte
An der Stelle des heutigen Schlosses Karlstein befand sich eine aus dem 14. Jahrhundert stammende Burganlage.
Die ersten Besitzer von Karlstein stammen aus dem Geschlecht der Hofer, die auch auf anderen Burgen in dieser Gegend (Burgstall Drackenstein, Burg Forstenberg) genannt werden. 1316 wird ein Herrmann von dem Hof der datz dem Chadoltstain gesessen ist in einer Urkunde des Klosters Prüfening genannt, als Mitsiegler fungiert sein Bruder Friedrich von dem Hof. Ein Herr Friedrich der Hovaer von Chadoltstain tritt 1332 als Bürge in einem weiteren Kaufvertrag auf. Ein Herman der Hoferer zu dem Karelstein erscheint 1351 in einer Urkunde, er kommt auch 1363 als Hirmann der Hofär von Chadoltstain als Aussteller einer Urkunde für das Kloster Reichenbach vor. 1375 wird ein Conrad der Murer von Karlstein genannt, der in der Nähe ein Gut kaufte.
Vor 1381 ist Karlstein aus dem Besitz König Wenzels an die Landgrafen von Leuchtenberg verpfändet worden. Landgraf Johann der Ältere überließ Karlstein mit anderen Gütern seinen Söhnen unter der Bedingung, sollte König Wenzel Karlstein wieder auslösen, so müsse die Pfandsumme für den Rückkauf anderer Schlösser verwendet werden. 1457 wird ein Hans Teuerlinger als Herr auf Karlstein genannt. Karlstein wird zum Herrschaftssitz der anderen zugehörigen Besitzungen ausgebaut, woraus der Niedergang von Forstenberg, Stadel und Drackenstein resultierte, aber auch die Vernichtung der mittelalterlichen Burganlage in Karlstein.

## Burgstall  Karlstein heute

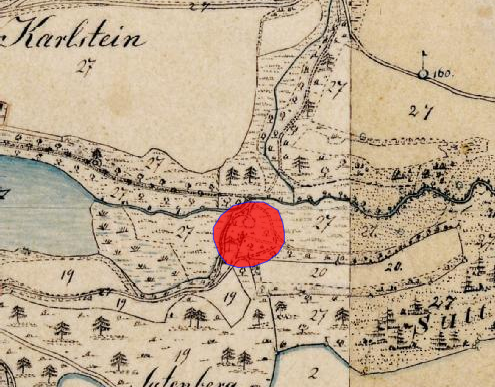
Lageplan des Burgstalls Karlstein auf dem Urkataster von Bayern

Auf der Landtafel Philipp Apians von 1568 ist die Burg Karlstein (Carlstain) noch mit Turm, Mauer und einem Wohngebäude dargestellt. Man kann zwar vermuten, dass unter dem Schlosskomplex des heutigen Schlosses noch Teile der mittelalterlichen Burg vorhanden sind, von dieser Anlage ist aber nichts mehr erhalten.